# Стари надгробни споменици у Богданици
Стари надгробни споменици у Богданици (Општина Горњи Милановац) обухватају велику групу старих споменика на сеоском гробљу и неколико крајпуташа. Очувани епитафи чине драгоцен извор података за проучавање генезе становништва овог насеља.

## Богданица
Село Богданица налази се на крајњем  западном делу општине Горњи Милановац. Атар села простире се падинама планине Маљен и долином реке Каменице. Налази се на тромеђи општина  Горњи Милановац, Мионица и Пожега и граничи са атарима горњомилановачких села Гојна Гора и Дружетићи, мионичком Планиницом и Горњим Лајковцем и пожешким селима Тометино Поље и Мршељи.
Богданица је пространо, слабо насељено село разбијеног типа, са већим бројем заселака. Припада расељеним средњовековним селима, а садашње насеље формирано је досељавањем становништва из Црне Горе и Старог Влаха током 18. и почетком 19. века.
Сеоска слава је Мали Спасовдан.

## Стари надгробни споменици у Богданици

### Сеоско гробље
Сеоско гробље сведочи о демографским приликама у прошлости и родословним стаблима појединих фамилија. 
Стари, ручно сечени и клесани надгробни споменици одликују се великим варијететом форми типичних за простор Каблара, Гојне Горе, подгорине Маљена и Сувобора и слив реке Каменице. Хронолошки гледано, најстарија надгробна обележја су у виду грубо обрађених комада сиге. Следе омањи надгробни белези са урезима крста; ниски студенички мермерни крстови и  вертикалне плоче од сивог камена са лучним завршетком и орнаментом карактеристичним за ваљевски крај.  Стубови од пешчара (са или без карактеристичне „капе” ) имају богатију обраду: урезе натписа и геометријских и флоралних орнамената, а у неколико случајева и ликовне приказе покојника. Следе различите форме стубова са пирамидалним завршетком и надгробници од беличастог кабларског пешчара са постољима у које су усађене вертикалне плоче надвишене декоративно обрађеним крстовима − рад мајстора каменорезаца Уроша Марковића и Радомира Илића, неколико занимљивих споменика у виду окресаног четинарског стабла итд.

## Крајпуташи
У Богданици је евидентирано неколико крајпуташа:
Крајпуташ Јанку Павловићу налази се на међи села Богданица и Тометино Поље, крај пута који уједно представља административну границу између две општине - горњомилановачке и пожешке. Подигнут је у спомен Јанку Павловићу из Богданице који је изгубио живот у српско-бугарском рату 1885. године.
Крајпуташи Милинковићима налазе се крај пута који чини границу села Богданица и Тометино Поље, у непосредној близини крајпуташа Јанку Павловићу. Два су обележја - споменик у облику стуба подигнут је Сретену Милинковићу, док је споменик са крстом двојни − посвећен браћи од стричева Миљку М. Милинковићу и Раденку Л. Милинковићу. Сва тројица Милинковића изгубили су животе у ослободилачким ратовима Србије – Сретен 1887, Миљко 1913, а Раденко 1915. године.
Крајпуташ Војину Петковићу налази се у долини речице Тиње. Споменик обележава место на коме је застала погребна поворка са телом Војина Петковића, да му се „кости одморе” на путу ка вечној кући. Фигура коњаника у народној ношњи озбиљног лика и одмереног држања приказује Војина Петковића, овдашњег житеља који је изненада преминуо 1896. године у 35. години.